# Langenhain

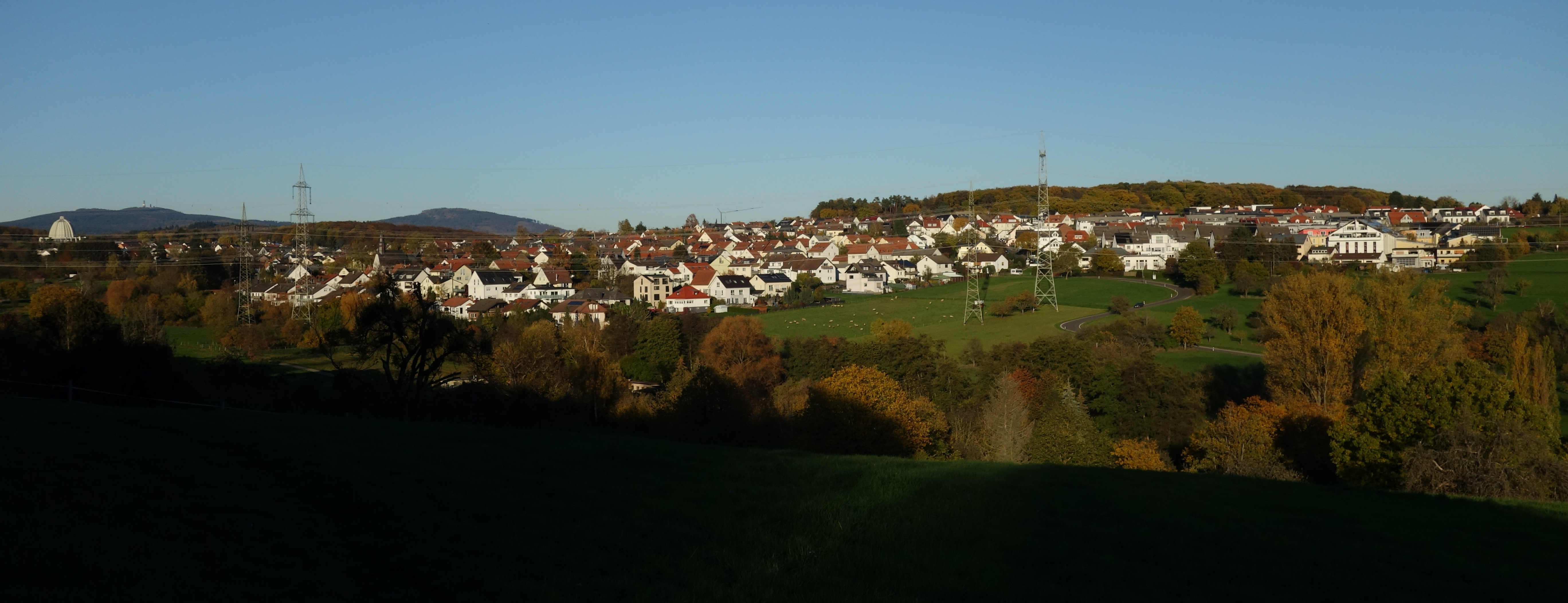
Langenhain visto da ovest

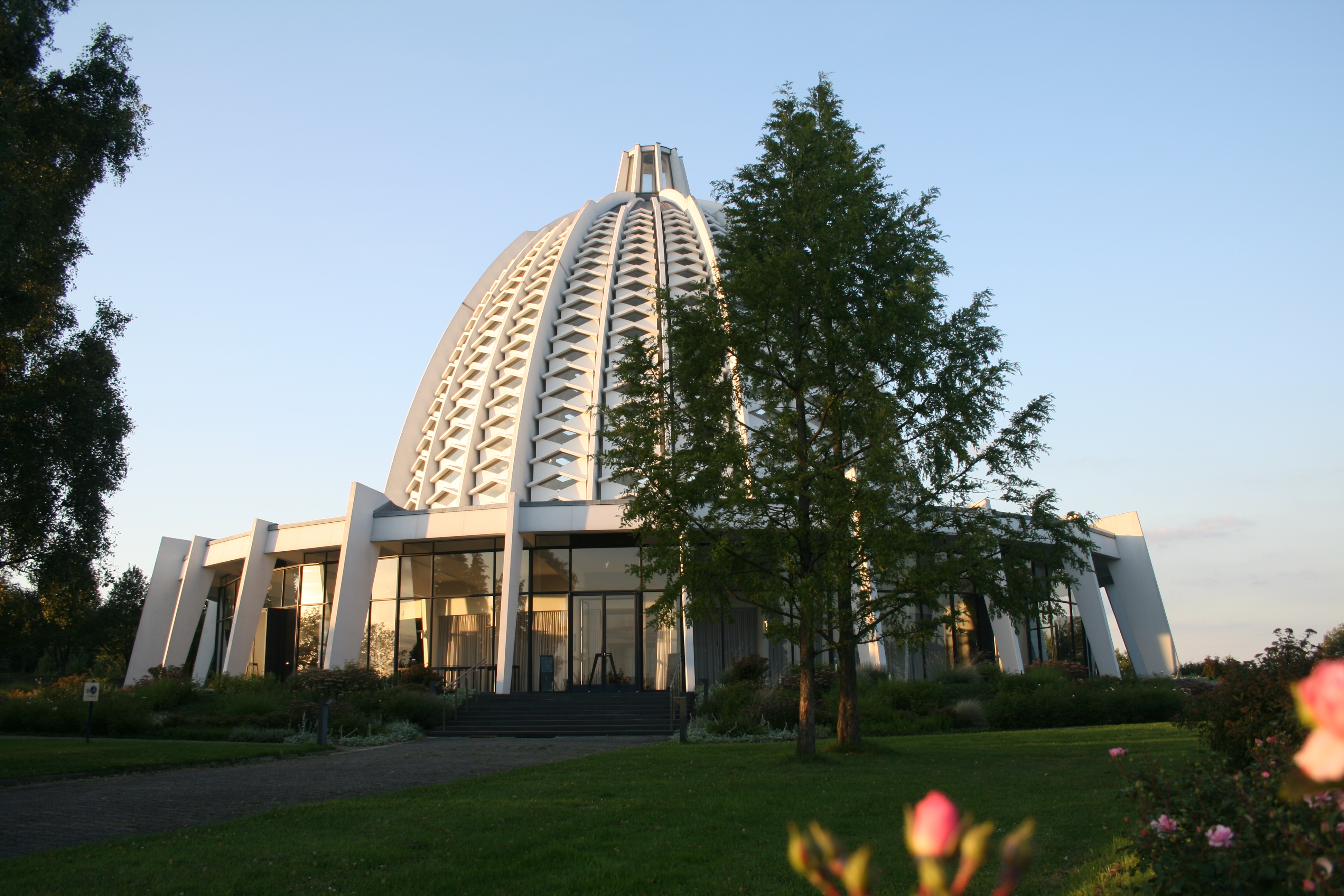
Tempio bahai

Langenhain è un quartiere della città di Hofheim am Taunus nel circondario di Francoforte, in Assia, Germania.
Langenhain, che è stato incorporato nella città di Hofheim nel 1972 e si trova nella parte settentrionale di essa, ha una popolazione di circa 3.200 abitanti.
I principali edifici che caratterizzano maggiormente il suo panorama architettonico sono la chiesa protestante costruita nel 1748 e il tempio bahai; il tempio ‘madre’ per l'Europa della Fede bahai, completato nel 1964.